# Noi suntem familia Miller
Noi suntem familia Miller (în engleză We’re the Millers) este un film american de comedie și crimă din 2013 regizat de Rawson M. Thurber și care îi are în rolurile principale pe Jennifer Aniston, Jason Sudeikis, Emma Roberts, Will Poulter, Nick Offerman, Kathryn Hahn, Molly Quinn și Ed Helms.